# Grewia sambiranensis
Grewia sambiranensis är en malvaväxtart som beskrevs av René Paul Raymond Capuron. Grewia sambiranensis ingår i släktet Grewia och familjen malvaväxter. Inga underarter finns listade i Catalogue of Life.